# 컨트리 뮤직 텔레비전
컨트리 뮤직 텔레비전(Country Music Television, CMT)은 미국의 케이블 TV 방송국이며, 주로 컨트리 음악을 중심으로 한 음악 전문 채널이다. CMT는 MTV 네트웍스가 운영하며, 모회사는 바이어컴CBS이다.